# Лалітапіда
Лалітапіда (*гінді ललितपीड, д/н — 825) — самраат Кашмірської держави в 813—825 роках.

## Життєпис
Походив з династії Каркота. Син самраата Джаяпіди і Дурги. Спадкував батькові 813 року. Відомостей про нього обмаль. Згідно Кальхани не приділяв уваги державним справам, більше часу проводив за розвагами та у товаристві наложниць чи нагарвадху (куртизанок). В результаті до початку 820-х років було втрачено вплив на долину Ганга, а імперія Пала відвоювала східний Пенджаб.
Разом з тим припинив утиски брагманів, надавши їм декілька аграхарів (спеціальних маєтностей для утримання брагманів чи храмів). Помер 825 року. Владу перебрав зведений брат Санграмапіда II.